# Жидов-Дол
Жи́дов-Дол (болг. Жидов дол) — село в Ловецькій області Болгарії. Входить до складу общини Троян.

## Населення
За даними перепису населення 2011 року у селі проживали 0 осіб.
Динаміка населення: